# FN CAL
Das FN CAL (Carabine Automatique Légère) ist ein belgisches Sturmgewehr der Fabrique Nationale Herstal (FN).

## Geschichte
Im Jahr 1967 begann die FN als erster europäischer Hersteller, an Gewehren im Kaliber 5,56 × 45 mm NATO zu arbeiten. Dabei sollte die Waffe sowohl für die US-amerikanische Patrone M 193 als auch für die belgische Patrone SS 92 eingerichtet werden. Ab 1970 produziert, wurde das Gewehr mehrere Jahre lang getestet und erst ab 1974 eingeführt.
Im Jahr 1975 stellte man die Produktion bereits wieder ein, da es auf dem internationalen Markt nicht konkurrenzfähig war. Tatsächlich tauchten Mängel auf. Das Gewehr hatte nur eine kurze Lebensdauer, und man war mit der Zuverlässigkeit in Gefecht, Handhabung, Bedienung und Reinigung unzufrieden. Dies führte zur Entwicklung der FN FNC. Trotzdem wird die Waffe noch bei manchen Streitkräften geführt.

## Technik
Bei diesem Gewehr handelt es sich um einen Gasdrucklader mit Drehkopfverschluss. Das Gasrohr verläuft über dem Lauf und ist durch einen mehrteiligen Vorderschaft verkleidet, der über mehrere Kühlschlitze verfügt. Am Lauf befindet sich ein Mündungsfeuerdämpfer und, genau wie am Kolben, eine Befestigung für einen Tragegurt.
Das Gewehr schießt Einzelfeuer, Feuerstöße zu drei Schuss oder aber Dauerfeuer. Die CAL gibt es mit festem Metallkolben oder klappbarer Metallschulterstütze aus Rohr.
Am Gewehr können Zielfernrohr, Nachtsichtgerät, Bajonett oder 40-mm-Granatwerfer montiert werden. Das Stangenmagazin nimmt 20 oder 30 Patronen auf.
Das Dioptervisier ist auf Entfernungen bis zu 400 m einstellbar.